# Mus shortridgei
Mus shortridgei (Thomas, 1914) è un roditore della famiglia dei Muridi diffuso in Indocina.

## Descrizione

### Dimensioni
Roditore di piccole dimensioni, con la lunghezza della testa e del corpo tra 110 e 125 mm, la lunghezza della coda tra 85 e 103 mm, la lunghezza del piede tra 20 e 22 mm e la lunghezza delle orecchie tra 17 e 19 mm.

### Aspetto
La pelliccia è cosparsa di peli spinosi. Le parti superiori sono bruno-grigiastre, mentre le parti inferiori sono bianco-grigiastre, con la base dei peli grigia. Le orecchie sono relativamente grandi. Le zampe sono bianche. La coda è più corta della testa e del corpo ed è uniformemente grigio scura. Il cariotipo è 2n=46 FN=48.

## Biologia

### Comportamento
È una specie notturna e terricola. 

## Distribuzione e habitat
Questa specie è diffusa nel Myanmar centro-orientale, Thailandia nord-occidentale e sud-orientale, Cambogia sud-occidentale, Laos nord-orientale e Vietnam nord-occidentale.
Vive nei prati e tra i bambù nani all'interno di foreste secche di dipterocarpi. È tollerante al disturbo ambientale, sebbene abbia necessità di una copertura forestale.

## Conservazione
La IUCN Red List, considerato il vasto areale, la popolazione numerosa, adattabile e l'assenza di reali minacce, classifica M.shortridgei come specie a rischio minimo (Least Concern).